# Óengus I
Óengus, Fergus son (hypotetisk piktisk form: Onuist map Urguist; forniriska: Óengus mac Fergusso,  angliserat: Angus mac Fergus), var pikternas kung från 732 till sin död 761. Hans regeringstid har i viss mån kunnat rekonstrueras från olika källor. 
Óengus blev huvudkung i Piktland efter en period av inbördeskrig i slutet av 720-talet. Under hans regeringstid underkuvades grannriket Dál Riata och kungariket Strathclyde anfölls med mindre framgång. Óengus var den mäktigaste härskaren i Skottland i över två årtionden och var inblandad i krig i Irland och England. Kungar från Óengus släkt dominerade Piktland till 839, då ett katastrofalt nederlag mot vikingar inledde en ny period av instabilitet, som slutade när Kenneth MacAlpine kom till makten.

## Bakgrund

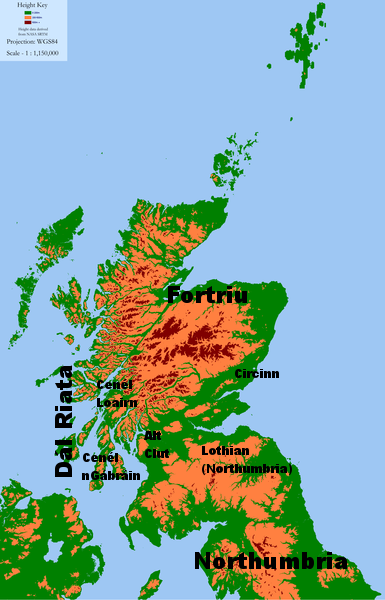
Utvalda politiska grupper i nordligaste delen av brittiska öarna omkring 740.

Pikterna var en av fyra politiska grupperingar i nordligaste delen av brittiska öarna i början av 700-talet. Piktland sträckte sig norrut från floden Forth, inklusive Orkneyöarna, Shetlandsöarna och Yttre Hebriderna. Före vikingatiden tycks den främsta makten i Piktland ha varit kungariket Fortriu.  Bland kända platser med hög status i Fortriu finns Burghead och Craig Phádraig vid Inverness. Piktland tycks ha haft endast en biskop, med säte i Rosemarkie.
Från Forth söderut till floden Humber låg kungariket Northumbria. Det hade en gång varit den dominerande makten i Storbritannien och var fortfarande ett mäktigt rike, men när den gamla kungadynastin fick sitt slut med Osrics död 729 uppstod strid om tronen mellan rivaliserande familjer. Riket Mercias växande makt i söder var ett ytterligare problem för de northumbriska kungarna. Under större delen av Óengus regeringstid styrdes Northumbria av den skicklige kungen Eadberht Eating.
Sydväst om Piktland fanns gaelerna i Dál Riata där kungatiteln var omstridd mellan Cenél Loairn i norra Argyll och Cenél nGabráin i Kintyre. År 723 abdikerade Selbach mac Ferchair som överhuvud för Cenél Loairn och kung av Dál Riata till förmån för sin son Dúngal, som störtades som kung av Dál Riata av Eochaid mac Echdach från Cenél nGabráin år 726. Dúngal och Eochaid var fortfarande i konflikt med varandra så sent som 731, då Dúngal brände Tarbert.
Av den fjärde gruppen, britonerna i Alt Clut, senare kungariket Strathclyde, finns inte mycket spår i källorna. Kung Teudebur map Beli hade härskat från  Dumbarton Rock sedan 722, och fortsatte att göra det till sin död 752 då hans son Dumnagual efterträdde honom.

## Vägen till makten
Enligt irländska genealogier var Óengus medlem av Eóganachta, en släkt med bas i  Munster. Han kom från en gren av släkten från ett område som kallades Circinn, och som vanligen förknippas med dagens Angus och Mearns. Hans ungdomstid är okänd. Óengus var medelålders då han hamnade i historien. Bland hans nära släkt fanns åtminstone två söner, Bridei (död 736) och Talorgan (död 782), och två bröder, Talorgan (död 750) och Bridei (död 763).
Kung Nechtan son till Der-Ile abdikerade för att gå i kloster år 724 och blev fängslad av sin efterträdare Drest 726. Under 728 och 729 konkurrerade fyra kungar om makten i Piktland: Drest; Nechtan; Alpín, om vilken inte mycket är känt, och slutligen Óengus, som var anhängare till Nechtan, och kanske dennes erkände arvinge.
Fyra slag som var tillräckligt stora för att bli beskrivna i irländska källor utkämpades 728 och 729. Alpín besegrades två gånger av Óengus, varefter Nechtan återkom till makten. År 729 utkämpades ett slag mellan Óengus och Nechtans fiender vid Monith Carno (traditionellt Cairn o' Mount, nära Fettercairn), där Óengus anhängare segrade. Nechtan återfick kungatiteln, troligen fram till sin död 732. Den 12 augusti 729 besegrade och dödade Óengus Drest på slagfältet vid Druimm Derg Blathuug, en plats som inte har kunnat identifieras.

## Percutio Dal Riatai

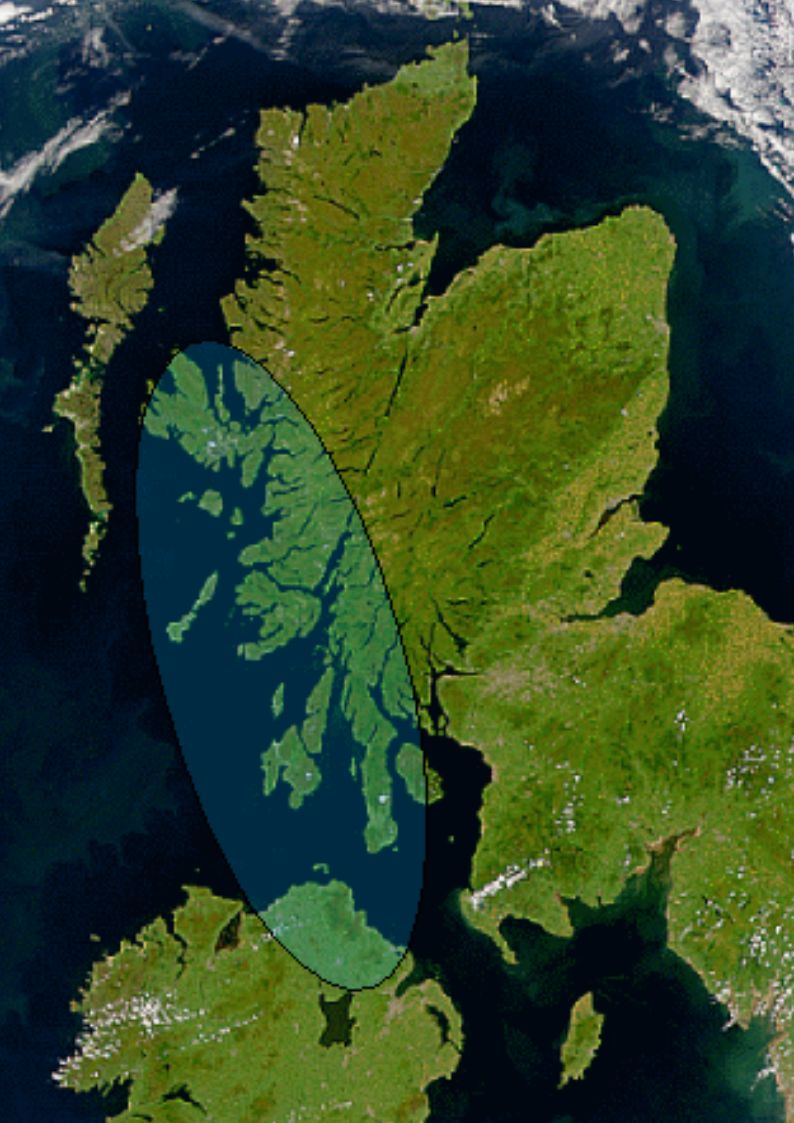
Satellitbild av norra Storbritannien och Irland som visar det ungefärliga området för Dál Riata (skuggat).

På 730-talet stred Óengus mot Dál Riata, vars traditionella överherrar och beskyddare på Irland, Cenél Conaill, var kraftigt försvagade vid denna tid. En flotta från Dál Riata stred för Flaithbertach mac Loingsig, hövding över Cenél Conaill, i hans krig mot Áed Allán från Cenél nEógan, och led stora förluster år 733. Dál Riata styrdes av Eochaid mac Echdach från Cenél nGabráin som dog år 733, och kungalängderna är oklara om vem, om någon, som efterträdde honom som överkung. Cenél Loairn i norra Argyll styrdes av Dúngal mac Selbaig som Eochaid hade avsatt som överkung av Dál Riata på 720-talet. 
Strider mellan pikterna, ledda av Óengus son Bridei, och Dál Riata, ledda av Talorgan mac Congussa, upptecknades 731. År 733 berättas att Dúngal mac Selbaig "vanhelgade helgedomen på Tory Island när han släpade ut Bridei från den." Dúngal, som tidigare blivit avsatt som överkung av Dál Riata, störtades som kung av Cenél Loairn och efterträddes av sin kusin Muiredach mac Ainbcellaig.
År 734 överlämnades Talorgan mac Congussa av sin bror till pikterna som dränkte honom. Talorgan son till Drostan tillfångatogs nära Dún Ollaigh. Han verkar ha varit kung av Atholl, och dränktes på Óengus order 739. Dúngal var också ett mål det året. Han blev sårad, det oidentifierade fortet Dún Leithfinn förstördes och han "flydde till Irland, för att vara utom räckhåll för Óengus."
Annalerna nämner en andra kampanj av Óengus mot Dál Riata 736. Dúngal, som hade återvänt från Irland, och hans bror Feradach, tillfångatogs och sattes i kedjor. Forten Creic och Dunadd intogs. Muiredach av Cenél Loairn hade inte mer framgång, och besegrades med stora förluster av Óengus bror Talorgan, möjligen vid Loch Awe. En sista kampanj 741 ledde åter till nederlag för Dál Riata. Detta nedtecknades i Ulster-annalerna som Percutio Dál Riatai la h-Óengus m. Forggusso, "förgörandet av Dál Riata av Óengus, son till Fergus". Med detta försvinner Dál Riata från dokumenten i en generation.
Det kan hända att Óengus var inblandad i krig på Irland, kanske stridande på Áed Alláns sida eller mot honom som allierad till Cathal mac Finguine. Bevisningen för sådan inblandning är begränsad. Det som finns är Óengus son Brideis närvaro på Tory Island, vid Donegals nordvästkust, 733, nära de land som tillhörde Áed Alláns fiende Flaithbertach mac Loingsig. Mer ovisst omnämns i Irlands fragmentariska annaler närvaron av en piktisk flotta från Fortriu som strider för Flaithbertach år 733 istället för emot honom.

## Alt Clut, Northumbria och Mercia
År 740 omnämns ett krig mellan pikterna och northumbrierna, under vilket Æthelbald, kungen av Mercia, drog fördel av Eadberht av Northumbrias frånvaro till att härja hans områden, och möjligen bränna York. Orsakerna till kriget är oklara, men det har föreslagits att det hade samband med dödandet av Earnwine son till Eadwulf på order av Eadberht. Earnwines far hade levt i exil i norr efter sitt nederlag i inbördeskriget 705-706 och det kan hända att Óengus, eller Æthelbald, eller båda, hade försökt insätta honom på Northumbrias tron. 

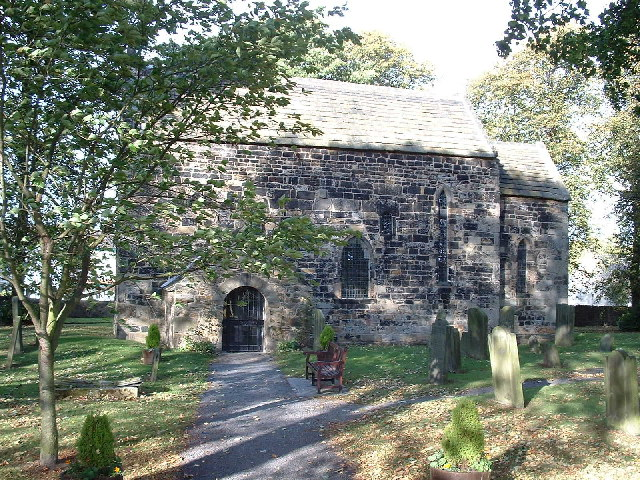
Escomb Church, County Durham. De stenkyrkor som byggdes åt Nechtan, och kanske Óengus kyrka i St Andrews, antas ha varit liknande.

Slag mellan pikter och britonerna från Alt Clut, eller Strathclyde, omnämns för år 744 och åter 750, då Kyle erövrades från Alt Clut av Eadberht av Northumbria. Slaget mellan britoner och pikter år 750 omnämns ha skett vid en plats kallad Mocetauc (kanske Mugdock, nära Milngavie), där Óengus bror Talorgan dödades. Efter nederlaget 750 omnämner Ulsterannalerna "borttynandet av Óengus suveränitet". Detta tros syfta på att Áed Find, son till Eochaid mac Echdach, kom till makten i hela eller en del av Dál Riata, och förkastade Óengus överherravälde.
Till skillnad från den okomplicerade berättelsen om anfallen mot Dál Riata har ett antal olika tolkningar föreslagits för förhållandena mellan Óengus, Eadberht och Æthelbald under perioden från 740 till 750. Ett förslag är att Óengus och Æthelbald var allierade mot Eadberht, eller till och med att de utövade ett gemensamt styre över Storbritannien, eller ett bretwaldaskap, där Óengus tog upp tribut norr om floden Humber och Æthelbald söder därom. Detta bygger till stor del på ett förvirrat stycke i Symeon av Durhams Historia Regum Anglorum, och det har mer nyligen föreslagits att den tolkning som gjordes av Frank Stenton—att detta är grundat på ett fel i texten och att Óengus och Æthelbald inte var inbegripna i något slags samfällt överherravälde—är den korrekta.

År 756 omnämns Óengus driva fälttåg tillsammans med Eadberht av Northumbria. Fälttåget beskrivs som följer: 
I år 756 av Herrens inkarnation ledde kung Eadberht i det artonde året av sin regeringstid, och Unust, kung av pikterna, arméer mot staden Dumbarton. Och därav kapitulerade britterna, på den första dagen i augusti månad. Men på den tionde dagen i samma månad gick nästan hela armén som han ledde från Ouania till Niwanbirig under.
Att Ouania är Govan är nu tämligen säkert, men Newanbirigs läge är mindre säkert. Fastän det finns väldigt många orter med namnet Newburgh, är Newburgh-on-Tyne nära Hexham den plats som oftast föreslås. En alternativ tolkning av händelserna 756 har framförts: den identifierar Newanbirig med Newborough vid Lichfield i riket Mercia. Ett nederlag där för Eadberht och Óengus av Æthelbalds mercier skulle stämma överens med påståendet i legenderna om grundandet av Saint Andrews att en kung vid namn Óengus son till Fergus grundade kyrkan där som en tacksägelse till Sankt Andreas för att ha räddat honom efter ett nederlag i Mercia.

## Sankt Andreas-kulten

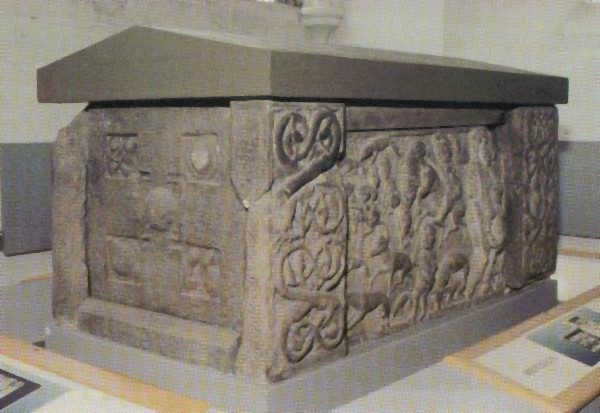
Saint Andrews-sarkofagen.

Historien om grundandet av kuststaden St Andrews, ursprungligen Cennrígmonaid, är inte samtida och kan innehålla många påhitt. De irländska annalerna rapporterar att "Tuathalán, abbot av Cinrigh Móna" har avlidit år 747, vilket gör det säkert att St Andrews hade grundats före den tidpunkten, troligen av Óengus eller av Nechtan son till Der-Ilei. Det antas allmänt att St Andrews-sarkofagen utfördes på uppdrag av Óengus. Senare generationer kan ha sammanflätat denne kung Óengus med 800-talskungen med samma namn. Valet av David som modell är, som Alex Woolf noterar, lämpligt: David var också usurpator.
Sankt Andreas-kulten kan ha kommit till Piktland från Northumbria, liksom kulten av  Sankt Petrus som hade gynnats av Nechtan, och i synnerhet från klostret i Hexham som var tillägnat Sankt Andreas. Denna synbara förbindelse med den northumbriska kyrkan kan ha efterlämnat skriftligt vittnesbörd. Óengus, liksom hans efterträdare och antagna släktingar Caustantín och Eógan, är framträdande omnämnd i Liber Vitae Ecclesiae Dunelmensis, en lista över ungefär 3 000 gynnare som fick böner lästa för sig i religiösa institutioner som hade förbindelser med Durham.

## Död och eftermäle
Óengus dog år 761, "troligen över sjuttio år gammal, … den dominerande personen i politiken i norra Storbritannien" Hans död rapporteras i den vanliga korthuggna stilen av annalskrivarna, förutom den som fortsätter efter Beda i Northumbria, möjligen med hjälp av en källa från Dál Riata, som skrev: 
Óengus, kung av pikterna, dog. Från början av sin regeringstid ända fram till slutet utförde han blodiga brott, som en tyrannisk slaktare.
 Enligt kungalängderna i den piktiska krönikan efterträddes han av sin bror Bridei. Hans son Talorgan blev senare kung och är den förste sonen till en piktisk kung som man känner till har blivit kung.
Följande irländska prosadikt från 800-talet från  Book of Leinster förknippas med Óengus:
God den dag då Óengus tog Alba,

bergiga Alba med dess starka hövdingar;

han förde strid till befästa städer,

med fötter, med händer, med breda sköldar.
Att utvärdera Óengus är problematiskt, inte minst eftersom annalkällorna ger mycket lite information om Skottland under de följande generationerna. Hans synbara förbindelser med Irland är ytterligare ett av de många argument som utmanar idén att "gaeliseringen" av östra Skottland började under Kenneth I:s tid. Det finns goda skäl att tro att processen började före Óengus regeringstid. Många av de piktiska kungarna fram till Eógan mac Óengusas död 839 tillhörde Óengus familj, i synnerhet Fergus söner på 800-talet, Caustantín och Óengus.
Den mängd information som har överlevt rörande Óengus jämfört med andra piktiska kungar; hans gärningars natur, den geografiska utbredningen och hans regeringstids längd samverkar till att göra kung Óengus till en av de mest betydelsefulla härskarna under den tidiga medeltiden på Brittiska öarna.